# ناحیه فرانکلین، شهرستان کارول، آرکانزاس
ناحیه فرانکلین، شهرستان کارول، آرکانزاس (به انگلیسی: Franklin Township) یک منطقهٔ مسکونی در ایالات متحده آمریکا است که در شهرستان کرول، آرکانزاس واقع شده‌است. ناحیه فرانکلین ۱٬۲۶۹ نفر جمعیت دارد.